# Cartierville
Cartierville è un quartiere dell'area nord di Montreal in Canada nel borough di Ahuntsic-Cartierville.
Confina a nord con Rivière des Prairies, a sud con il borough di Saint-Laurent, a est con Ahuntsic e a ovest con Parc-nature du Bois-de-Saraguay.